# Курт Витрих
Курт Витртих (Аберг, 4. октобар 1938) је швајцарски хемичар и добитник Нобелове награде.
Витрих се родио у Абергу у Швајцарској, а студирао је хемију, физику и математику на Универзитету у Берну, пре него што је 1964. стекао звање доктора наука под менторством Силвија Фалаба са Универзитета у Базелу. Кратко је наставио постдокторски рад са Фалабом, пре него што одлази да ради на Универзитет Калифорније у Берклију, где од 1965. до 1967. сарађује са Робертом Е. Коником. У периоду 1967-1969. сарађивао је са Робертом Г. Шулманом из Телефонске лабораторије Бел у Мари Хилу у Њу Џерзију.
Витрих се у Цирих враћа 1969. и запошљава се на Институту за технологију у Цириху на којем постаје професор биофизике 1980. Витрих и данас има своју лабораторију на том институту, а паралелно ради и на Скрипсовом истраживачком институту у Ла Хоји у Калифорнији.
Награђен је Нобеловом наградом за хемију 2002. као као вођа истраживачког тима који се од 1970-их проучавао могућности мултидимензионалне спектроскопије нуклеарном магнетном резонанцијом у проучавању структуре протеина. Другу половину награде је поделио са Џоном Бенетом Феном и Коичијем Танаком.